# Max Hoff
Pour les articles homonymes, voir Hoff.
Max Hoff est un kayakiste allemand pratiquant la course en ligne, il est licencié au club de KG Essen.

## Palmarès

### Jeux olympiques
- 2012 à Londres,  Royaume-Uni
  -  Médaille de bronze en K-1 1000 m
- 2020 à Tokyo,  Japon
  -  Médaille d'argent en K-2 1 000 m

### Championnats du monde de course en ligne
- 2010 à Poznań,  Pologne
  -  Médaille d'or en K-1 1000 m
  -  Médaille d'argent en K-1 5000 m
- 2009 à Dartmouth,  Canada
  -  Médaille d'or en K-1 1000 m

### Championnats du monde de descente
- 2022 à Treignac,  France
  -  Médaille d'argent en K-1 classique par équipe
  -  Médaille de bronze en K-1 classique
- 2006 à Karlovy Vary,  République tchèque
  -  Médaille d'argent en K-1 classique
  -  Médaille de bronze en K-1 classique par équipe

### Championnats d'Europe de course en ligne
- 2011 à Belgrade  Serbie
  -  Médaille d'or en K-1 1000 m
  -  Médaille d'argent en K-4 1000 m

- 2010 à Trasona  Espagne
  -  Médaille d'or en K-1 1000 m
  -  Médaille d'argent en K-1 5000 m
  -  Médaille de bronze en K-1 500 m

- 2009 à Brandebourg  Allemagne
  -  Médaille d'or en K-1 1000 m

- 2008 à Milan  Italie
  -  Médaille de bronze en K-1 1000 m